# Landauer Attila
Landauer Attila (Budapest, 1975 –) nyelvész, történész, informatikus, lexikonszerkesztő. A Károli Gáspár Református Egyetem munkatársa.

## Pályafutása
Még az 1990-es években Réger Zita (1944–2001) hallgatójaként kezdett a cigányság kutatásával foglalkozni.
A 2000-es évek első felében a cigánykutatás mellett behatóan foglalkozott az egykori hortobágyi kényszermunkatábor-rendszer történetével. Az elsők között hívta fel a figyelmet az ötvenes évektől készült hazai katonai légifényképek társadalomtudományi kutatásokban való felhasználásának lehetőségeire.

## Munkássága
Kép- és térképszerkesztője, valamint egyik szerzőtársa volt Saád József Telepessors című 2004-es nagy sikerű könyvének (2. kiadás: 2005). Az utóbbi években legfőbb kutatási területe a Közép-Tiszavidéken élő beás cigányság néprajza és története.
Viszonylag kisszámú cigány tárgyú publikációjában rendre kényes, félre- vagy egyáltalán nem ismert témákat vesz górcső alá. Adalékok a beás cigányság korai történetéhez című írásában – Móró Mária Anna, Zsupos Zoltán és mások forráskiadványai alapján – részletesen bizonyította, hogy a korábbi vélekedésekkel éles ellentétben már a tizennyolcadik század első felétől kimutathatóan jelen voltak a történelmi Magyarország területén beás cigány közösségek is. Ugyanebben az írásában – Tálos Endre egy korábbi felvetését történeti adatokkal alátámasztva – kétségbe vonta azt az általánosan elterjedt vélekedést, mely szerint a 'beás' (románul: băiaş) szó a hasonló hangzású 'bányász' jelentésű román szóból eredne.

## Elismerése
2018-ban a magyarországi cigány holokausztra vonatkozó kutatásaiért Raoul Wallenberg-díjat kapott.

## Művei
- Telepessors; szerk. Saád József, kép- és térképszerk. Landauer Attila; Gondolat, Bp., 2004
- Írások a magyarországi beásokról; szerk. Landauer Attila, Nagy Pál; Szent István Egyetem Gazdaság- és Társadalomtudományi Kar–Cigány Néprajzi és Történeti Egyesület, Gödöllő, 2009
- A Kárpát-medencei cigányság és a keresztyén egyházak kapcsolatának forrásai, 1567-1953; bev., forrásgyűjtemény szerk. Landauer Attila; KRE–L'Harmattan, Bp., 2016 (Károli könyvek. Műfordítás, forrás)[2][3]
- The Roma Holocaust in Eastern Europe I. : Hungary and Romania. ed. by Attila Landauer, 2019